# Reliquiarschnalle

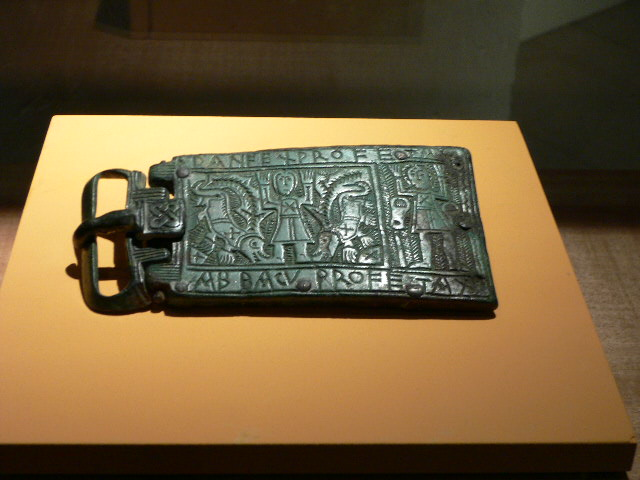
Die Reliquiarschnalle aus Chalon-sur-Saône mit Darstellung der Propheten Daniel und Habakuk.

Eine Reliquiarschnalle ist eine Gürtelschnalle aus der Merowingerzeit, die wahrscheinlich zur Aufbewahrung von Reliquien oder kleinen Andenken von heiligen Stätten diente.
Reliquiarschnallen bestehen aus Metall oder Knochen, haben einen rechteckigen Beschlag und sind meistens verziert. Sie weisen auf der Innenseite einen Hohlraum auf und lassen sich öffnen. In einer Schnalle aus dem frühmittelalterlichen Grab 8 aus der Kirche St. Ulrich und Afra in Augsburg befanden sich Textilfasern (Leinen und Wolle), drei Bienenwachsklümpchen sowie eine Blütenkapsel des Baumwollbaumes. Die Baumwollkapsel stammt vielleicht von einer Pilgerfahrt ins Heilige Land und ist ein wichtiger Hinweis auf die Fernbeziehungen oder die persönliche Mobilität des ehemaligen Besitzers. Bei dem Toten aus Grab 8 von Augsburg und einigen weiteren Besitzern von Reliquiarschnallen handelt es sich um Kleriker. Insgesamt sind noch nicht sehr viele derartige Schnallen bekannt. Die meisten stammen aus der westlichen Schweiz. Eine aus Chalon-sur-Saône trägt eine Darstellung der Propheten Daniel zwischen zwei Löwen (Daniel in der Löwengrube) und Habakuk, offenbar mit Bezug auf das Buch Daniel (Daniel 14,33–39 ). Ein weiteres Exemplar ist aus Gondorf an der Mosel bekannt.